# Luis Carlos García
Luis Carlos García (Marinilla, Antioquia, 31 de diciembre de 1917-Bogotá, Cundinamarca, 4 de mayo de 2000) fue un cantante lírico y docente colombiano.

## Estudios y trayectoria
Inició sus estudios musicales a la edad de 10 años en el Seminario Conciliar de Medellín. Se destacó por el bello timbre de su voz y por sus cualidades interpretativas siendo tan joven. A los 13 años fue nombrado Maestro de Capilla en el seminario. Posteriormente realiza estudios de canto en el Instituto de Bellas Artes de Medellín con el maestro Gabriel Mejía. Participaba como solista en conciertos y tertulias lírico-literarias del Seminario y la Catedral de Metropolitana de Medellín. 
En 1942 ingresa al Conservatorio Nacional en Bogotá donde recibió su título como "Cantante Concertista" en 1945. Estando allí comenzó a destacarse y rápidamente llamo la atención de personajes como Otto de Greiff quien ayudó como gestor para conciertos de Lied en la Radiodifusora Nacional y el Teatro Colón de Bogotá junto a la pianista Lucía Thorschmidt. Fue invitado en 1949 al Festival Musical de Cartagena, en el cual compartió escenario con grandes solistas del momento como Mischa Elman, Rosita Renard, Jesús María Sanromá, Richard Tauber y José F. Vásquez, director de la Orquesta Sinfónica de México. Realizó conciertos con la Orquesta Sinfónica Nacional de Colombia  y la Orquesta Sinfónica de Antioquia siendo dirigido por maestros como Guillermo Espinosa, Jesús Ventura Laguna y José María Tena. Se destacó también por su gran manejo en la dicción y la interpretación en varios idiomas como alemán, francés, griego, hebreo, inglés, italiano, portugués, ruso, además del español.
En 1947 fue nombrado profesor de canto del Conservatorio Nacional. El mismo año participó como solista en el "Stabat Mater" de Giovanni Battista Pergolesi y en el oratorio "El Mesías" de Georg Friedrich Händel presentados en el Teatro Colón de Bogotá.
En 1950, con motivo del bicentenario de la muerte de Johann Sebastian Bach, fue llamado por la Sociedad Wagneriana de Buenos Aires, Argentina para participar en la temporada de oratorios organizada en el Teatro Colón. En adelante realizaría exitosas giras por diversas capitales de Suramérica.
En 1952, la Organización de Naciones Unidas, en convenio con la Universidad Nacional de Colombia le otorga una beca para estudiar en Italia. Recibe el título con honores de "Cantante Concertista" en la Regia Academia Filarmónica di Bologna y es resaltado como "Primer americano" en recibir dicho título. Posteriormente, realiza una gira de conciertos por varios países de Europa, Oriente medio y África.
En 1953, en Inglaterra y Francia grabó varios recitales en la reconocida emisora internacional BBC de Londres. Participó como solista en conciertos en la Abadía de Westminster y posteriormente perteneció a la coral Singers Of Westminster Chorus. Se destacó en ambos países por su calidad interpretativa en el oratorio y fue reconocido como el "más grande cantante de oratorio del continente americano".
Durante la década del 60 visitó países como Panamá, Costa Rica y Estados Unidos ofreciendo recitales y conferencias a cerca de la música de cámara y el oratorio. Asimismo fue docente en el Conservatorio de Música de la Universidad de Antioquia, Instituto de Bellas Artes de Medellín, Academia de Música de Tunja y en la Escuela de Música de Bucaramanga. En Bogotá fue profesor de fonética, dicción y declamación en el Seminario-noviciado de los Padres Franciscanos y la Escuela de Teatro del Distrito Especial.
Dirigió su Academia Científica de la Voz, para la enseñanza de canto, técnica de la respiración, fonación, fonética, dicción para oratoria y declamación. Sus mayores aportes a la cultura nacional son la formación, por más de 40 años, en el arte vocal de muchos alumnos de canto, y su libro "Ciencia y técnica del dominio de la voz", publicado en 1986. 
Grabó para la emisora cultural de la Universidad Pontificia Bolivariana el Himno Nacional de Colombia.
Falleció en Bogotá el 4 de mayo de 2000 a la edad de 82 años.
- Datos: Q16493969